# Platyrhachus humberti
Platyrhachus humberti är en mångfotingart som beskrevs av Pocock 1894. Platyrhachus humberti ingår i släktet Platyrhachus och familjen Platyrhacidae. Inga underarter finns listade i Catalogue of Life.